# Truly
Truly은 2013년 6월 26일에 발매된 파스포☆의 9번째 싱글이다.

## 수록곡

### 1등석판
1. Truly
작사:펜네와 아라비아ー타/작곡:toiza71/편곡:toiza71&Atsuhiro Watanabe
TV도쿄 계열 애니메이션 『절대 방위 레비아탄』 엔딩 테마
2. 상큐바ー스디 ♪
작사:펜네와 아라비아ー타/작곡·편곡:후쿠이 마사히코
3. Truly(Instrumental)
4. 상큐바ー스디 ♪(Instrumental)

DVD
1. Truly(Music Video)

### 비즈니스 클래스판
1. Truly
2. 상큐바ー스디 ♪
3. Truly(Instrumental)
4. 상큐바ー스디 ♪(Instrumental)

DVD
1. Truly(Dance Short Version)

### 일반석판
1. Truly
2. 상큐바ー스디 ♪
3. Truly(Instrumental)
4. 상큐바ー스디 ♪(Instrumental)

### 특별 전세기 라이브 티켓부 CD
1. Truly
2. BABY JUMP, 천국의 탑승 편~
3. Truly(Instrumental)
4. BABY JUMP, 천국의 탑승 편~(Instrumental)